# Стів Стоун
Стів Стоун (англ. Steve Stone, нар. 20 серпня 1971, Гейтсгед) — англійський футболіст, півзахисник. По завершенні ігрової кар'єри — футбольний тренер.
Насамперед відомий виступами за клуби «Ноттінгем Форест» та «Астон Вілла», а також національну збірну Англії.

## Клубна кар'єра
У дорослому футболі дебютував 1989 року виступами за команду клубу «Ноттінгем Форест», в якій провів десять сезонів, взявши участь у 229 матчах чемпіонату. Більшість часу, проведеного у складі «Ноттінгем Форест», був основним гравцем команди.
Своєю грою за цю команду привернув увагу представників тренерського штабу клубу «Астон Вілла», до складу якого приєднався 1999 року. Відіграв за команду з Бірмінгема наступні три сезони своєї ігрової кар'єри. Граючи у складі «Астон Вілли» також здебільшого виходив на поле в основному складі команди.
Протягом 2002–2005 років захищав кольори команди клубу «Портсмут».
Завершив професійну ігрову кар'єру у клубі «Лідс Юнайтед», за команду якого виступав протягом 2005–2006 років.

## Виступи за збірну
1995 року дебютував в офіційних матчах у складі національної збірної Англії. Протягом кар'єри у національній команді, яка тривала усього 2 роки, провів у формі головної команди країни 9 матчів, забивши 2 голи.
У складі збірної був учасником чемпіонату Європи 1996 року в Англії, на якому команда здобула бронзові нагороди.

## Тренерська робота
27 липня 2010 року Стоун був призначений помічником менеджера резервної команди «Ньюкасл Юнайтед» Пітера Бердслі після вдалої роботи в їх академії. З приходом на менеджерську посаду Алана Пардью, 14 грудня 2010 року Стоун був призначений першим тренером «Ньюкасл Юнайтед».
Після переходу Пардью в «Крістал Пелес» в грудні 2014 року, Стоун разом з Джоном Карвером став тимчасово виконуючим обов'язки менеджера на найближчі два матчі «Ньюкасла» — проти «Бернлі» в Прем'єр-лізі і «Лестер Сіті» в Кубку Англії. В січні повернувся на свою посаду першого тренера команди після того, як було підтверджено, що Карвер став тимчасовим менеджером до кінця сезону 2014-15. 9 червня 2015 року разом з Карвером покинув клуб.